# La Bega Baixa
El barri de La Bega Baixa (o La Vega Baixa, o Barri de Sant Josep) és un dels barris més menuts de la ciutat de València amb una superfície de 0,194 km², que pertany al districte d'Algirós al nord-est de la ciutat. La seua població el 2009 era de 6.116 habitants.
Limita al nord amb el barri de La Carrasca pel carrer d'Albalat dels Tarongers, a l'est amb la Ciutat Jardí pel carrer de Ramon Llull, al sud amb l'Amistat i un tram amb el barri de Mestalla per l'avinguda de Blasco Ibáñez, i a l'oest de la Ciutat Universitària pel carrer de Rubén Darío, encara que a simple vista pot semblar el límit el carrer del Clariano.
El carrer del Clariano i carrer de Ramon Llull comuniquen ràpidament el barri amb el Campus de Tarongers de la Universitat de València i amb el Campus de Vera de la Universitat Politècnica de València, al mateix temps que l'avinguda de Blasco Ibáñez el comunica ràpidament amb el Campus de Blasco Ibáñez de la Universitat de València. Aquest fet el converteix en un barri a mig camí entre les dos zones universitàries i molt propici per a habitatges d'estudiants.

## Nom
Pren el nom de la Bega Baixa perquè els seus carrers estan dedicats a rius de la conca sud del País Valencià prenent com a referència el riu Túria de València, com els rius: Xúquer, Clariano, Gorgos i Serpis. El barri és també conegut com a barri de Sant Josep.

## Història
Pròxim al vell Camí de Trànsits, les terres del sud del barri eren regades pel "Braç de Rams" de la històrica séquia de Mestalla i les del nord pel "Braç de l'Arquet" de la mateixa séquia. El sud del barri era travessat pel desaparegut Camí del Cabanyal que arribava fins a la plaça de l'Església de Nostra Senyora dels Àngels al Cabanyal.
El seu límit oest el marcaven les vies ferroviàries que procedien de l'antiga Estació d'Aragó i travessaven el recorregut de l'actual avinguda d'Aragó pel carrer de Rubén Darío direcció nord cap a Aragó i Catalunya, i pel carrer d'Albalat dels Tarongers, que marcaven el límit nord del barri, les vies del tramvia que es dirigien cap al barri de La Malva-rosa, inicis de l'actual línia 4 del modern tramvia de MetroValencia que arriba fins al passeig marítim.

## Elements importants
Als anys 50 va nàixer la parròquia de Sant Francesc Xavier i va ser confiada als Sacerdots del Sagrat Cor de Jesús, presents en la zona des de l'any 1939. La parròquia disposa d'una església amb una altíssima creu que recau a l'avinguda de Blasco Ibáñez.
La plaça del Xúquer o simplement "plaça Xúquer" ha acollit estudiants universitaris tant per viure durant el curs acadèmic com per a passar nits de festa. Açò va fer que als anys 80 fos una zona de referència de la festa valenciana, coneguda com a "zona Xúquer".

## Transports
A 350 metres al nord, a l'avinguda dels Tarongers es troben les estacions de la Universitat Politècnica i de La Carrasca de les línies 4 i 6 del tramvia de MetroValencia.
A 500 metres al sud, a l'avinguda del Doctor Manuel Candela es troba l'estació d'Amistat de la línia 5 del metro, i a 700 metres a l'oest es troba l'estació de Facultats-Manuel Broseta de la línia 3.